# MVP niemieckiej Bundesligi koszykarskiej
MVP niemieckiej Bundesligi koszykarskiej – nagroda przyznawana co sezon przez niemiecką Bundesligę koszykarską najlepszemu zawodnikowi fazy zasadniczej.
Do 1994 przyznawano nagrodę dla najlepszego niemieckiego zawodnika ligi. Była ona przyznawana najlepszemu zawodnikowi sezonu bez względu na ligę w której występował. Aby otrzymać nagrodę koszykarz nie musiał nawet występować w lidze niemieckiej. W 1994 nagroda została zamieniona na Most valuable player koszykarskiej Bundesligi.

## Laureaci

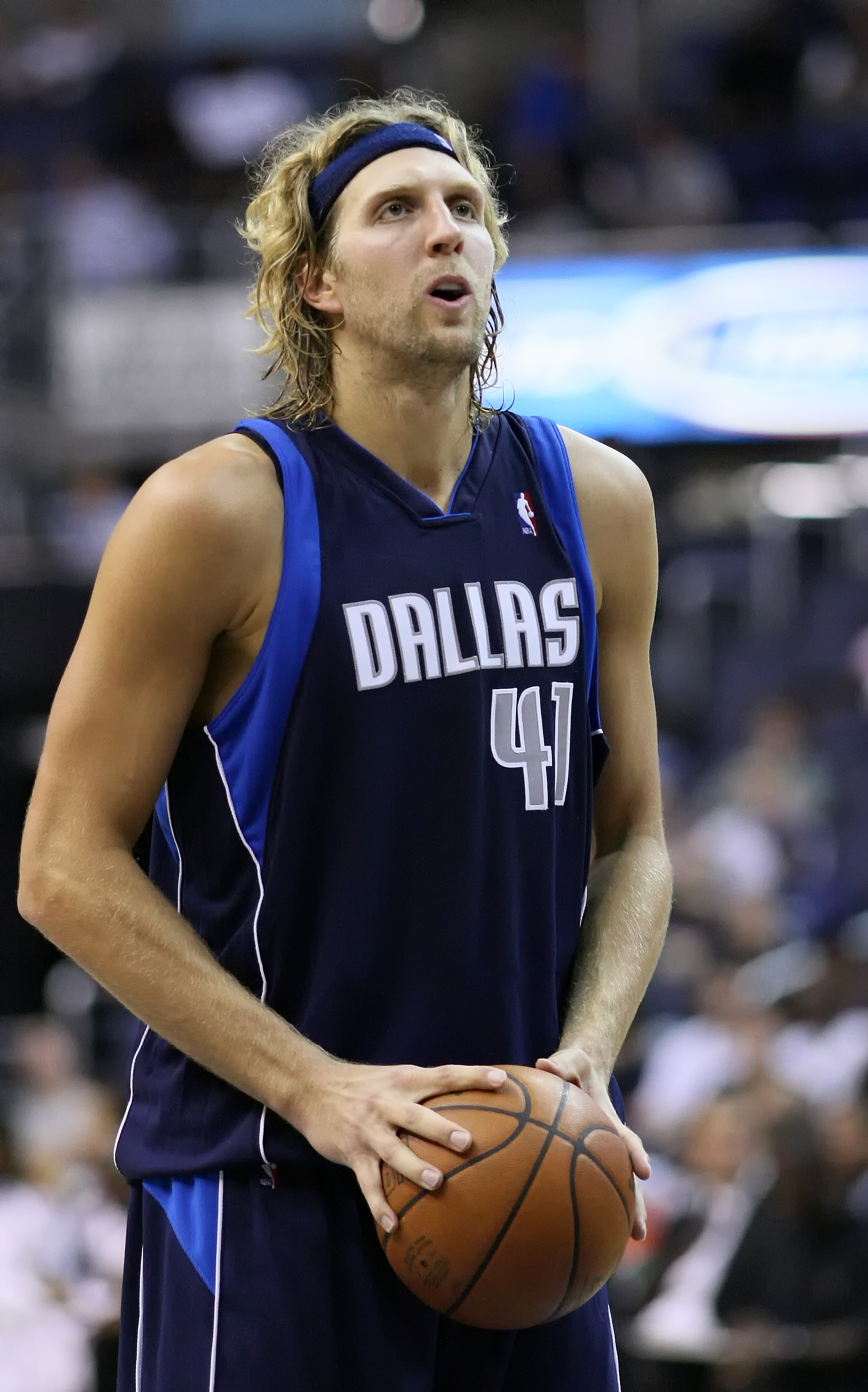
Dirk Nowitzki zdobył MVP Bundesligi w 1999.

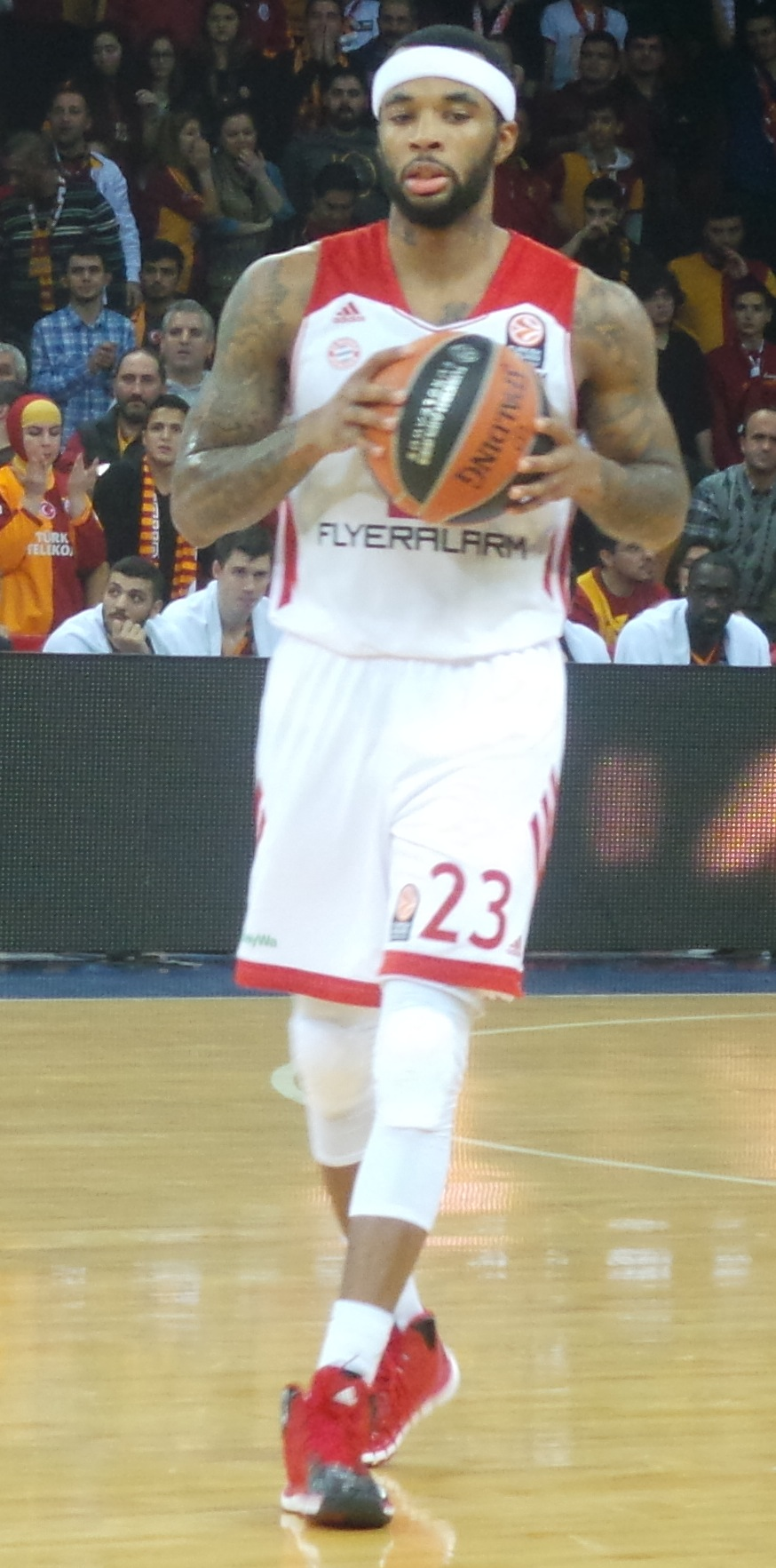
Malcolm Delaney został laureatem nagrody w 2014.

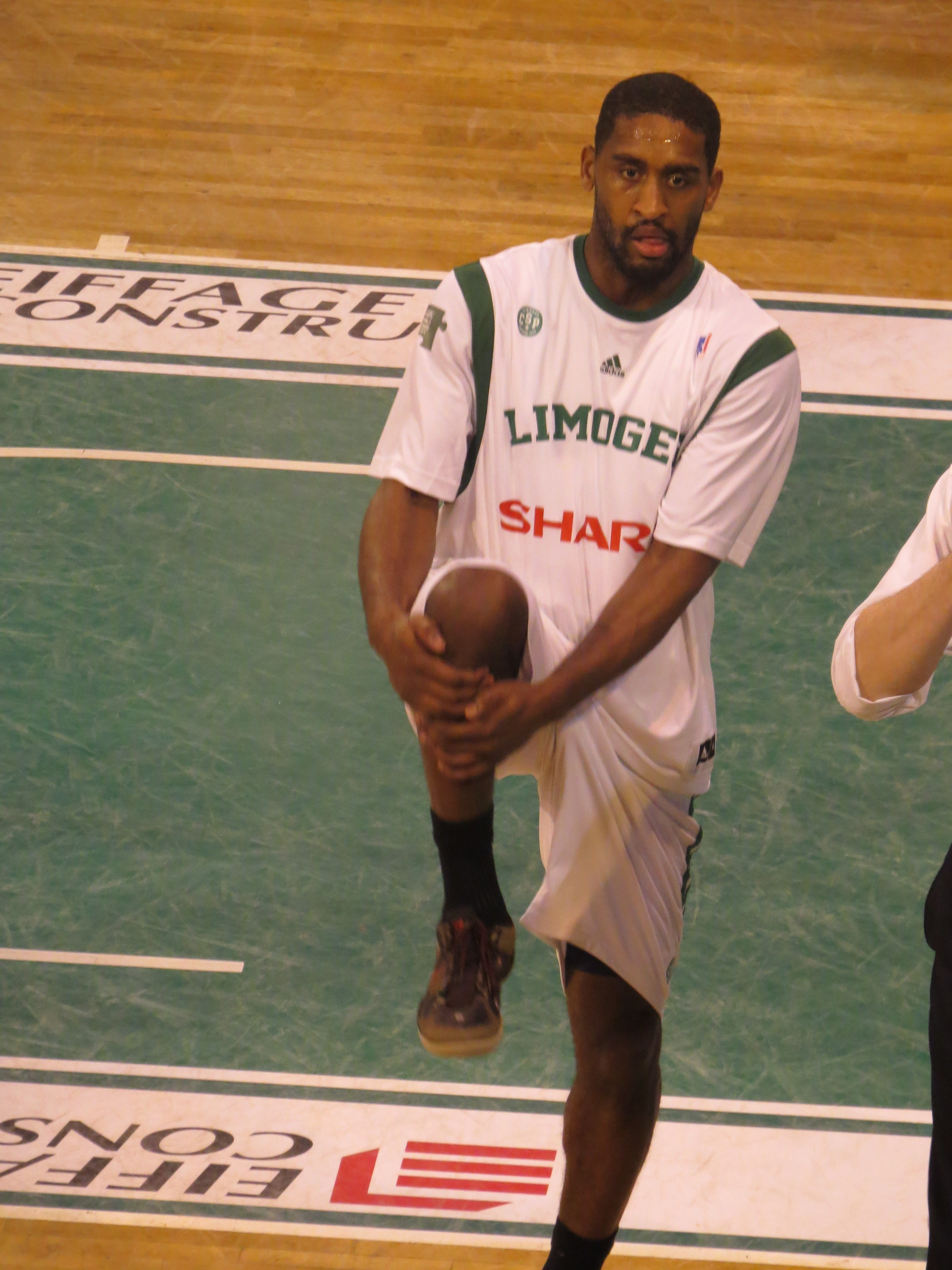
Brad Wanamaker – zwycięzca MVP w sezonie 2015/2016.

| Zawodnik (X) | oznacza kolejną nagrodę, przyznaną temu samemu zawodnikowi   |
| §            | oznacza, że klub został mistrzem Niemiec w tym samym sezonie |
| ^            | oznacza ciągle aktywnego zawodnika BBL                       |

| Niemiecki koszykarz roku (1987/1988 do 1992/1993) | Niemiecki koszykarz roku (1987/1988 do 1992/1993)                       | Niemiecki koszykarz roku (1987/1988 do 1992/1993)                       | Niemiecki koszykarz roku (1987/1988 do 1992/1993)                       | Niemiecki koszykarz roku (1987/1988 do 1992/1993)                       | Niemiecki koszykarz roku (1987/1988 do 1992/1993)                       |
| Sezon                                             | Zawodnik                                                                | Pozycja                                                                 | Nar.                                                                    | Zespół                                                                  | Przyp.                                                                  |
| ------------------------------------------------- | ----------------------------------------------------------------------- | ----------------------------------------------------------------------- | ----------------------------------------------------------------------- | ----------------------------------------------------------------------- | ----------------------------------------------------------------------- |
| 1987–88                                           | Mike Jackel                                                             | skrzydłowy                                                              |                                                                         | BSC Saturn Kolonia                                                      |                                                                         |
| 1988–89                                           | Hansi Gnad                                                              | środkowy                                                                |                                                                         | BSC Saturn Kolonia                                                      |                                                                         |
| 1989–90                                           | Henning Harnisch                                                        | skrzydłowy                                                              |                                                                         | TSV Bayer 04 Leverkusen                                                 |                                                                         |
| 1990–91                                           | Henning Harnisch (2)                                                    | skrzydłowy                                                              | Niemcy                                                                  | TSV Bayer 04 Leverkusen                                                 |                                                                         |
| 1991–92                                           | Detlef Schrempf                                                         | skrzydłowy                                                              | Niemcy                                                                  | Indiana Pacers                                                          | [ 1 ]                                                                   |
| 1992–93                                           | Kai Nürnberger                                                          | obrońca                                                                 | Niemcy                                                                  | TTL Bamberg                                                             |                                                                         |
| MVP Bundesligi (od 1993/1994)                     |                                                                         |                                                                         |                                                                         |                                                                         |                                                                         |
| 1993–94                                           | Teoman Alibegović                                                       | skrzydłowy                                                              | Słowenia                                                                | Alba Berlin                                                             |                                                                         |
| 1994–95                                           | Michael Koch                                                            | obrońca                                                                 | Niemcy                                                                  | TSV Bayer 04 Leverkusen§                                                |                                                                         |
| 1995–96                                           | Henrik Rödl                                                             | skrzydłowy                                                              | Niemcy                                                                  | Alba Berlin                                                             |                                                                         |
| 1996–97                                           | Wendell Alexis                                                          | skrzydłowy                                                              | Stany Zjednoczone                                                       | Alba Berlin§                                                            |                                                                         |
| 1997–98                                           | Wendell Alexis (2)                                                      | skrzydłowy                                                              | Stany Zjednoczone                                                       | Alba Berlin§                                                            |                                                                         |
| 1998–99                                           | Dirk Nowitzki                                                           | skrzydłowy                                                              | Niemcy                                                                  | DJK Würzburg                                                            |                                                                         |
| 1999–2000                                         | Wendell Alexis (3)                                                      | skrzydłowy                                                              | Stany Zjednoczone                                                       | Alba Berlin§                                                            |                                                                         |
| 2000–01                                           | Derrick Phelps                                                          | obrońca                                                                 | Stany Zjednoczone                                                       | Alba Berlin                                                             | [ 1 ]                                                                   |
| 2001–02                                           | Wendell Alexis (4)                                                      | skrzydłowy                                                              | Stany Zjednoczone                                                       | Alba Berlin§                                                            |                                                                         |
| 2002–03                                           | Jovo Stanojević                                                         | obrońca                                                                 | Serbia i Czarnogóra                                                     | Alba Berlin§                                                            |                                                                         |
| 2003–04                                           | Pascal Roller                                                           | obrońca                                                                 | Niemcy                                                                  | Opel Skyliners Frankfurt§                                               |                                                                         |
| 2004–05                                           | Chris Williams                                                          | skrzydłowy                                                              | Stany Zjednoczone                                                       | Opel Skyliners Frankfurt                                                | [ 1 ]                                                                   |
| 2005–06                                           | Jovo Stanojević (2)                                                     | środkowy                                                                | Serbia i Czarnogóra                                                     | Alba Berlin                                                             |                                                                         |
| 2006–07                                           | Jerry Green                                                             | obrońca                                                                 | Stany Zjednoczone                                                       | EnBW Ludwigsburg                                                        |                                                                         |
| 2007–08                                           | Julius Jenkins^                                                         | obrońca                                                                 | Stany Zjednoczone                                                       | Alba Berlin§                                                            |                                                                         |
| 2008–09                                           | Jason Gardner                                                           | obrońca                                                                 | Stany Zjednoczone                                                       | EWE Baskets Oldenburg§                                                  | [ 2 ]                                                                   |
| 2009–10                                           | Julius Jenkins (2)^                                                     | obrońca                                                                 | Stany Zjednoczone                                                       | Alba Berlin                                                             | [ 3 ]                                                                   |
| 2010–11                                           | DaShaun Wood                                                            | obrońca                                                                 | Stany Zjednoczone                                                       | Skyliners Frankfurt                                                     | [ 4 ]                                                                   |
| 2011–12                                           | John Bryant^                                                            | środkowy                                                                | Stany Zjednoczone                                                       | Ratiopharm Ulm                                                          | [ 5 ]                                                                   |
| 2012–13                                           | John Bryant (2)^                                                        | środkowy                                                                | Stany Zjednoczone                                                       | Ratiopharm ulm                                                          | [ 6 ]                                                                   |
| 2013–14                                           | Malcolm Delaney                                                         | obrońca                                                                 | Stany Zjednoczone                                                       | Bayern Monachium§                                                       | [ 7 ] [ 8 ]                                                             |
| 2014–15                                           | Jamel McLean                                                            | środkowy                                                                | Stany Zjednoczone                                                       | Alba Berlin                                                             | [ 9 ]                                                                   |
| 2015–16                                           | Brad Wanamaker                                                          | obrońca                                                                 | Stany Zjednoczone                                                       | Brose Baskets§                                                          | [ 10 ]                                                                  |
| 2016–17                                           | Raymar Morgan                                                           | skrzydłowy/środkowy                                                     | Stany Zjednoczone                                                       | Ratiopharm Ulm                                                          |                                                                         |
| 2017–18                                           | Luke Sikma^                                                             | skrzydłowy                                                              | Stany Zjednoczone                                                       | Alba Berlin                                                             | [ 11 ]                                                                  |
| 2018–19                                           | Will Cummings^                                                          | obrońca                                                                 | Stany Zjednoczone                                                       | EWE Baskets Oldenburg                                                   | [ 12 ]                                                                  |
| 2019–20                                           | Nagroda nie została przyznana. Sezon został skrócony z powodu COVID-19. | Nagroda nie została przyznana. Sezon został skrócony z powodu COVID-19. | Nagroda nie została przyznana. Sezon został skrócony z powodu COVID-19. | Nagroda nie została przyznana. Sezon został skrócony z powodu COVID-19. | Nagroda nie została przyznana. Sezon został skrócony z powodu COVID-19. |